# 穿越線

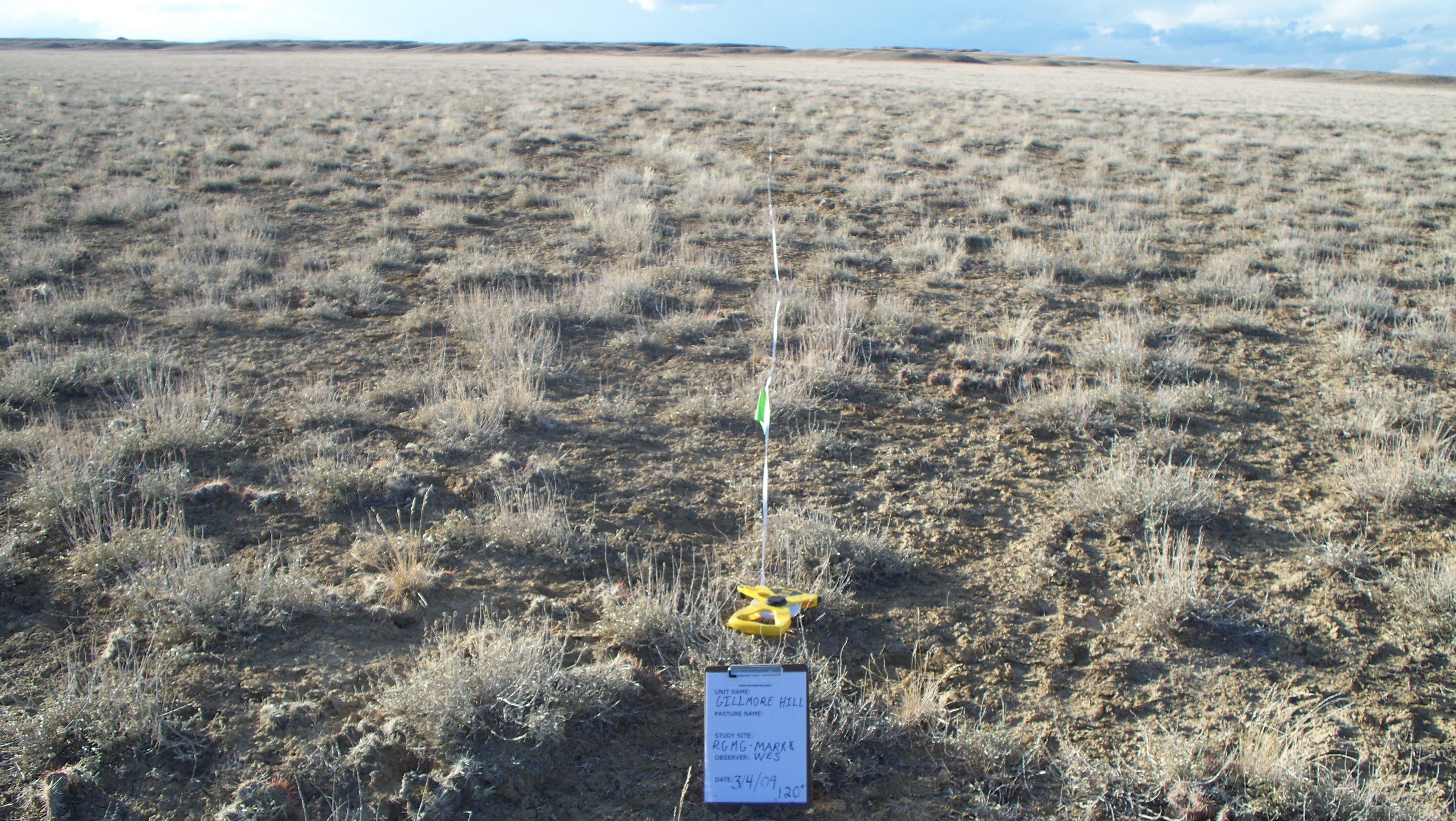
橫跨懷俄明州吉爾莫丘（Gillmore Hill）草原的穿越線。

穿越線調查法（英語：transect）是指沿途計算或紀錄欲研究物種（如植物）出現次數的路徑。
穿越線需要觀察者沿著一條固定的路徑移動，計算沿途物種出現的次數，且在部分情況下，需要同時收集研究對象與該路徑的距離。這會導致調查覆蓋區域的估計結果與調查穿越線的估計結果之相關係數，從0（距離穿越線遠）上升到1（距離穿越線近）。經由原始計數數據與其機率公式，可以估計該物種的實際密度。

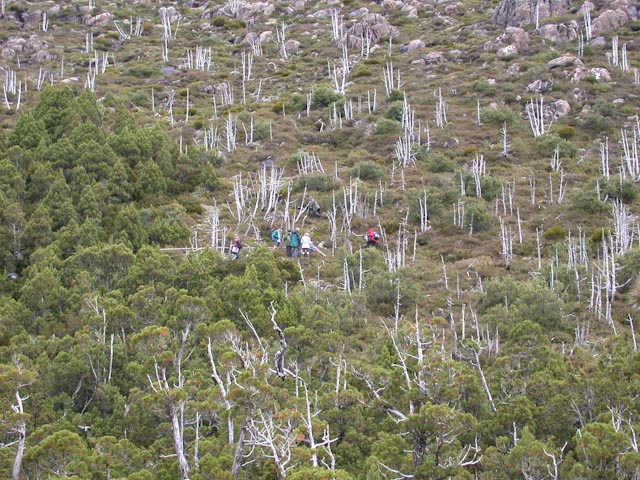
穿越線可用於測量草原經火災後的環境變化，圖為澳大利亞塔斯馬尼亞州貝克豪斯塔恩（Backhouse Tarn）附近的草原。

在物種豐富的地區（如陸生哺乳動物）進行估算，可採用不同的穿越線研究方法達成目的 。

## 外部連結
- 维基词典中的词条「穿越線」